# Jordan Peterson

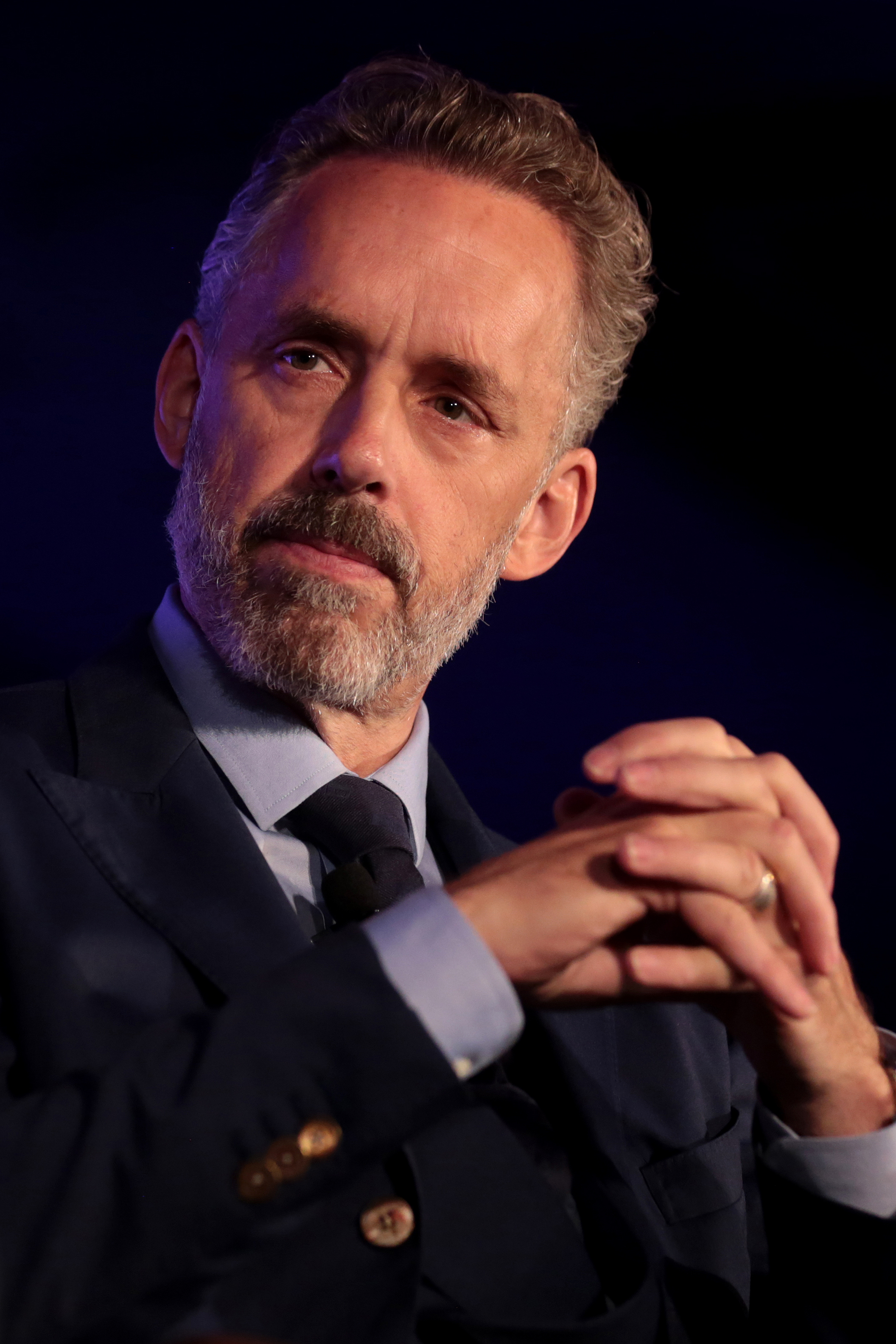
Jordan Peterson (2018)

Jordan Bernt Peterson (* 12. Juni 1962 in Edmonton, Alberta) ist ein kanadischer klinischer Psychologe, Sachbuchautor, politischer Aktivist und emeritierter Professor. Von 1997 bis 2022 lehrte er Psychologie an der University of Toronto. Seine Hauptforschungsgebiete sind die Psychologie des religiösen und ideologischen Glaubens sowie die Verbesserung der Persönlichkeit und der Leistung.
Peterson vertritt konservative und rechte Positionen und wurde durch seine Kritik der Genderpolitik sowie Aufzeichnungen seiner Vorlesungen, Vorträge und öffentlichen Diskussionen bekannt. Über das Internet und seine in zahlreiche Sprachen übersetzten Bücher erreicht er ein großes Publikum. 2018 veröffentlichte er den Lebensratgeber 12 Rules for Life, der zum internationalen Bestseller wurde.
Er ist Initiator und Mitgründer der Alliance for Responsible Citizenship, eines politischen Netzwerks, dessen Konferenzen darauf abzielen, als „Zusammenkunft einflussreicher Intellektueller zu dienen, die das globale rechte Denken prägen“.

## Leben

### Herkunft und Jugend
Peterson wuchs in Fairview, Alberta, einer Kleinstadt nordwestlich von Edmonton, als ältestes von drei Kindern auf. Sein Vater Walter Peterson war Lehrer und Konrektor, seine Mutter war Bibliothekarin am Grande Prairie College. Da Literatur in seiner Familie einen hohen Stellenwert genoss, lernte Peterson sehr früh lesen und schreiben. Als Peterson 13 Jahre alt war, weckte Sandy Notley, die Mutter Rachel Notleys und damals Bibliothekarin an seiner Schule, sein Interesse für Literatur von Daniel Defoe, George Orwell, Aleksandr Solschenizyn, Ayn Rand und William Shakespeare. Gleichzeitig begann auch sein politisches Engagement in der New Democratic Party (NDP), der er als Jugendlicher angehörte. Mit 18 Jahren verließ er die sozialdemokratische Partei wieder.

### Karriere

#### Akademische Karriere
Peterson studierte Politikwissenschaft zunächst am Grande Prairie College, wechselte jedoch später an die University of Alberta, wo er 1982 mit dem Bachelor of Arts abschloss. Als Student wurde er vom Kalten Krieg und der Gefahr eines Atomkriegs geprägt, was ihn dazu veranlasste, den „menschlichen Drang zur Zerstörung“ untersuchen zu wollen. Nach dem Abschluss reiste er ein Jahr lang durch Europa. Peterson erkannte die „Zerstörungsfähigkeit“ des Menschen, was bei ihm zu Depressionen führte. In seiner Suche nach Antworten vertiefte er sich in die Werke von Carl Gustav Jung, Friedrich Nietzsche und Aleksandr Solschenizyn. Er kehrte an die University of Alberta zurück und erwarb 1984 den Bachelor of Arts in Psychologie. 1985 zog er nach Montreal und wurde bei Robert O. Pihl an der McGill University promoviert.
Von 1993 bis 1998 lehrte Peterson als Assistenzprofessor an der Harvard-Universität und konzentrierte sich auf das durch Drogen und Alkoholismus bedingte Aggressionsverhalten. 1998 wechselte er an die University of Toronto, wo er als Professor lehrte und schwerpunktmäßig zur Persönlichkeitsstruktur, den Big Five, sowie zur Motivation für Studium und Karriere forschte. Im Januar 2022 gab Peterson in einem Beitrag in der National Post bekannt, er habe seinen Lehrstuhl aufgegeben. Als Grund gab er an, sich als akademische persona non grata zu fühlen. Er sei außerdem besorgt, dass seine „qualifizierten und herausragend ausgebildeten heterosexuellen, weißen männlichen Studenten“ keine Jobangebote erhalten würden aufgrund ihrer Hautfarbe, ihres Geschlechts und ihrer Verbindung zu ihm. Er sehe eine ideologische Gefährdung der Universität, beispielsweise durch Initiativen für mehr Vielfalt, Gleichberechtigung und Inklusion.
Bis zur Aufgabe seines Lehrstuhls hatte er 98 Publikationen veröffentlicht. Die bibliographische Datenbank Scopus weist ihm einen Hirsch-Index von 45 zu.
Am 22. November 2022 verpflichtete die Berufsvereinigung der Psychologen in Ontario (College of Psychologists of Ontario) Peterson nach mehreren Ermahnungen zur Teilnahme an einem Kurs, in dem ihm der richtige Umgang mit sozialen Medien beigebracht werden soll. Das College begründete seine Entscheidung damit, dass sich Peterson despektierlich über verschiedene Personen geäußert habe. Peterson ist jedoch der Ansicht, dass ihn das College für kritische Aussagen über den amtierenden kanadischen Premierminister Justin Trudeau und sein Kabinett gemaßregelt und damit seine Meinungsfreiheit verletzt habe. Am 23. August 2023 erklärte der Divisional Court des Ontario Superior Court of Justice die Entscheidung des College für rechtmäßig.

#### Als öffentlicher Intellektueller
Erste Bekanntheit im Internet erlangte Peterson durch die Nutzung der Plattform Quora, auf der er Nutzerfragen beantwortete. Peterson begann 2013, seine Vorlesungen auf YouTube hochzuladen; das Interesse an ihm wuchs. 2017 hatte sein YouTube-Kanal mehr als eine Million Abonnenten, 2019 waren es mehr als zwei Millionen. Seine Vorträge zum Alten Testament und zur Psychologie wurden 17 Millionen Mal aufgerufen. Er nutzte die Plattform Patreon, um monatliche Spenden zu sammeln (sein Einkommen auf der Plattform überstieg zwischenzeitlich sein akademisches Einkommen), hielt Vorträge im Rahmen der TEDx-Veranstaltungen und hatte Fernsehauftritte in den USA, Kanada, Großbritannien und Australien. Ein von Cathy Newman geführtes Interview auf Channel 4 mit Peterson verzeichnete auf YouTube mehr als 18 Millionen Aufrufe. Im Dezember 2018 löschte Peterson sein Patreon-Benutzerkonto aus Protest gegen die Löschung von rechten und antifeministischen Benutzerkonten, die laut Patreon deren Regeln bezüglich Hassrede verletzt hätten.
2018 veröffentlichte er den Selbsthilfe-Ratgeber 12 Rules for Life, der zu einem Bestseller in den USA und Kanada wurde. Peterson bot auch Coachings und kostenpflichtige Angebote für Persönlichkeits-Assessment und Optimierung an.
Am 15. März 2019 kam es in Neuseeland zu dem rassistisch motivierten Terroranschlag auf zwei Moscheen in Christchurch mit 50 Toten. Peterson hatte im Februar 2019 eine Lesetour durch Neuseeland unternommen. Dabei war ein Social-Media-Foto entstanden, auf dem Peterson mit einem Mann posiert hatte, auf dessen T-Shirt breit und falsch geschrieben stand: Ich bin stolzer Islamophober. Es wurde vielfach weiterverbreitet. Nach dem Terroranschlag boykottierten einzelne neuseeländische Buchhandlungen sowie eine Buchhandelskette wenige Tage lang das Buch, mit dem er auf Lesetour gewesen war.
Nachdem Peterson am 18. März 2019 angekündigt hatte, er werde sich mit einem zweimonatigen Gaststipendium an der Universität Cambridge aufhalten, zog die dortige theologische Fakultät ihre Einladung zurück.
Viel Beachtung fand eine Diskussion des erklärten Marx-Gegners Peterson mit dem linken slowenischen Philosophen Slavoj Žižek, die am 19. April 2019 im Sony Centre for the Performing Arts in Toronto stattfand. Žižek nahm an der Debatte teil, da er hoffte, zeigen zu können, dass nicht nur Peterson und die Neue Rechte kritisch zu den „offensichtlichen Übertreibungen der #MeToo-Kultur“ stünden.
Im August 2022 wurde Petersons Twitter-Benutzerkonto gesperrt, da er sich über transgender Personen lustig gemacht habe. Im November 2022 verkündete der neue Twitter-Besitzer Elon Musk, Petersons Konto sei wieder freigeschaltet. Infolge der Sperre von Twitter verkündete Peterson außerdem, mit dem von Ben Shapiro gegründeten rechtskonservativen Medium Daily Wire zusammenzuarbeiten.

### Privates
Peterson heiratete 1989 Tammy Roberts. Die beiden hatten sich bereits in früher Kindheit kennengelernt, und Peterson soll seinem Vater im Alter von elf Jahren angekündigt haben, eines Tages Tammy zu heiraten. Das Paar hat einen Sohn und eine Tochter.
Nach eigenen Angaben folgt Peterson der Carnivore-Diät und ernährt sich ausschließlich von Rindfleisch mit Salz. Angeregt dazu wurde er von seiner Tochter Mikhaila, die selbst einer entsprechenden Diät folgt und diese in sozialen Medien bewirbt. Die Petersons geben an, der Diät aus gesundheitlichen Gründen zu folgen. In einigen konservativen und Alt-Right-nahen Communities, in denen Petersons Ernährung diskutiert wird, wird eine entsprechende Diät aber auch als politisches Signal für Männlichkeit und als Akt gegen Linke und deren Fokus auf Veganismus, Vegetarismus oder Klimaschutz gesehen.
2019 ließ sich Peterson in einer Entzugsklinik in der Nähe von Moskau behandeln, nachdem er nach dem Absetzen von Clonazepam, einem Anxiolytikum, physische Entzugssymptome entwickelt hatte. Clonazepam war ihm zuvor von seinem Arzt verordnet worden, um Angstzustände aufgrund der Krebsdiagnose seiner Frau zu behandeln. Er wurde für neun Tage mithilfe von Propofol in ein Koma versetzt und trug deswegen neurologische Schäden davon. 2020 trat er wieder vor die Kamera und gab bekannt, nun seine Arbeit fortsetzen zu können, er hoffe außerdem, bald zu so etwas wie einem normalen Leben zurückkehren zu können.

## Politische Positionen

### Einordnung
Während viele Kommentatoren Petersons Ansichten als zum Konservatismus neigend oder als konservativ einordnen und einige die Nähe zu Positionen der Neuen Rechten und des Antifeminismus hervorheben, beschreibt sich Peterson selbst als klassischen britischen Liberalen („classic British liberal“).

### Redefreiheit und Political Correctness
Peterson kritisiert den Einfluss der Political correctness auf die Redefreiheit und die Gesamtgesellschaft. Öffentlicher und interner Druck würden zu Selbstzensur im Journalismus führen. Von der kanadischen The Globe and Mail wird Peterson als „selbsternannter Kämpfer gegen die Politische Korrektheit“ bezeichnet. Seiner Ansicht nach sind größtenteils die Universitäten für die „Welle“ der Politischen Korrektheit verantwortlich, die Europa und Nordamerika „überrollt“ habe. Diese würden sich nicht um die Rechte des Individuums kümmern und müssten „gestoppt“ werden. Adrian Daub bezeichnet Peterson wegen seiner auf diesen Themen beruhenden Bekanntheit als „erste[n] Celebrity der Cancel-Culture-Ära“.

### Neomarxismus und Postmarxismus
Peterson spricht sich sehr deutlich gegen Marxismus und „Neomarxismus“ aus. Diese seien nicht besser als Faschismus und Neofaschismus. Marxismus beruhe, so Peterson, im Kern auf einem Hass auf Menschen, die in der kapitalistischen Wirtschaft erfolgreich seien.
Ferner behauptet er angelehnt an Stephen Hicks, durch einen „postmodernen Neomarxismus“, „Kulturmarxismus“ bzw. durch die „postmarxistischen radikalen Sozialkonstruktivisten“ wie Jacques Derrida und Michel Foucault würden die Prinzipien des Marxismus heute unter „neuem Gewand“ fortgesetzt. Marxisten seien gescheitert, mit wirtschaftlichen Argumenten zu überzeugen. Sie hätten sich daher entschieden, anstatt mit der Unterdrückung von Klassen mit der Unterdrückung von Identitäten durch Rassismus und Sexismus zu argumentieren. Sie würden versuchen, das Bildungssystem zu infiltrieren und westliche Werte mit „bösartigen, unhaltbaren und anti-menschlichen Ideen“ zu untergraben. Diese Ideen würden den Weg zum Totalitarismus pflastern; zu den Ideen gehöre die Identitätspolitik.
Vox-Autor Zack Beauchamp kennt keinen „glaubwürdigen Politikwissenschaftler“, der Petersons Ansicht teilte, die französischen Denker des 20. Jahrhunderts hätten einen dominanten Einfluss auf Teile der zeitgenössischen politischen Linken oder auf die ganze Gesellschaft. Peterson wird vorgeworfen, postmoderne Denker nur oberflächlich gelesen zu haben. Seine Herleitung eines heutigen „postmodernen Neomarxismus“ wird von linken Autoren als Strohmann, „schlichtweg falsch“ bzw. als „allumfassende Verschwörungstheorie“ gewertet. Die Autoren, die Peterson dem „postmodernen Neomarxismus“ zurechnet, seien oftmals weder Postmoderne noch Marxisten im eigentlichen Sinne. Stattdessen definiere Peterson den Begriff derart weitläufig, dass dort jeder Autor dazu gezählt werden könne, der Ungerechtigkeiten in Frage stellt und soziale Gerechtigkeit befürwortet. Peterson meine mit „postmodernem Kulturmarxismus“ letztlich das Gegenteil einer rechtskonservativen Weltanschauung.

### Sozial- und Drogenpolitik
Peterson befürwortet die Liberalisierung des Drogenkonsums und eine solidarisch finanzierte Krankenversicherung. Zu vielen sozialen Themen vertritt er libertäre Ansichten.
Peterson hält eine Politik der „equality of outcome“ („Ergebnisgleichheit“) für gefährlich, die von „radikalen Linken“ in allen Bereichen des Lebens vorangetrieben werde und zu einem massiven Ausbau des Staatsapparates führen würde. Beispielsweise fallen für ihn Maßnahmen zur Verringerung der Lohnlücke zwischen den Geschlechtern in diese Kategorie. Diese Form der Gerechtigkeit stehe auf einer Stufe mit totalitärem Kommunismus. Er spricht sich stattdessen für „equality of opportunity“ (Chancengleichheit) aus bzw. dafür, den Gesetzen der freien Wirtschaft zu folgen, da Talente zwischen den Menschen ohnehin ungleich verteilt seien.

### Gleichberechtigung von Minderheiten
Öffentliche Aufmerksamkeit erlangte Peterson 2016 als Gegner des im Juni 2017 verabschiedeten kanadischen Gesetzes Bill C-16 (englisch An Act to amend the Canadian Human Rights Act and the Criminal Code ‚Gesetz zur Änderung des kanadischen Menschenrechtsgesetzes und Strafgesetzbuchs‘), durch das auch transgender Personen den Schutz des kanadischen Human Rights Act genießen sollten. Peterson behauptete, das Gesetz würde die Verwendung von durch Betroffene gewünschten spezifischen Pronomen in der dritten Person erzwingen. Und er kritisierte, durch die Änderungen am Menschenrechtsgesetz würden sich Arbeitgeber und Organisationen künftig strafbar machen, wenn ein Mitarbeiter oder Gesellschafter etwas sage, das direkt oder indirekt, „ob absichtlich oder unabsichtlich“, als beleidigend ausgelegt werden könne. Im Mai 2017 gehörte Peterson zu den 24 eingeladenen Sachverständigen, die zum Bill C-16 vor dem Senatsausschuss für Rechts- und Verfassungsangelegenheiten sprachen. Peterson erläuterte in dem Ausschuss, dass das Argument, Biologie bestimme nicht das Geschlecht, aus den Geisteswissenschaften stammte und ideologisch angetrieben sei.
Viele Juristen, Experten und Aktivisten wiesen Petersons Behauptungen als unbegründet zurück. Die Jura-Professorin Brenda Cossman, wie Peterson von der University of Toronto, betont, dass es nichts in Bill C-16 gebe, das den Missbrauch von Pronomen kriminalisiere. Der absichtliche Fehlgebrauch von Pronomen könne aber rechtlich verfolgt und geahndet werden; es drohten u. a. Geldbußen, jedoch keine Haftstrafen. Die Canadian Bar Association widersprach vor der Verabschiedung des Gesetzes Petersons Behauptung, dass das Gesetz das Recht auf freie Rede behindere. Der Vorwurf, Bill C-16 zwinge Individuen dazu, bestimmte Pronomen zu benutzen, beruhe auf einem Missverständnis. Die juristische Definition von Hasskriminalität (hate crime) bzw. Hassrede (hate speech) sei durch die bloße falsche pronominale Anredeform nicht erreicht.
2022 sagte Peterson in einer Podcastfolge bei Joe Rogan, die zunehmende Häufigkeit geschlechtsangleichender Maßnahmen sei durch „soziale Ansteckung“ („social contagion“) verursacht, vergleichbar mit den vermehrten falschen Beschuldigungen über Rituelle Gewalt in den 1980ern. Ferner sieht er die „Desintegration von [Geschlechter]-Kategorien“ als „Vorbote“ eines „Kollapses“ der Gesellschaft.
2025 nannte er Homosexualität auf einer ARC-Konferenz „Abweichung“ und äußerte die „stabile, engagierte, heterosexuelle, auf Kinder ausgerichtete Monogamie“ sei die „grundlegende Einheit der zivilisierten Gesellschaft“.

### Klimawandel
Peterson bezweifelt den wissenschaftlichen Konsens zur globalen Erwärmung. Auf Social Media lässt er Klimaleugner in Interviews ihre Positionen verbreiten und bietet ihnen auch in anderen Formaten eine Plattform. Die Aussagen Petersons zum Thema Klimawandel, insbesondere seine Meinung, das Klima sei zu komplex, um es erfolgreich zu modellieren, geschweige denn auf Basis dieser Modelle belastbare Aussagen zu treffen, wurden in der Fachwelt überwiegend negativ aufgenommen: „[sie] zeugen von einem fundamentalen Missverständnis von Statistik und Prozessen wissenschaftlicher Erkenntnisfindung“. Hierfür bezieht sich Jordan Peterson auf Fred Singer. Singer wurde von der libertären Denkfabrik The Heartland Institute gefördert, die wiederum von den Mineralölkonzernen ExxonMobil und Koch Industries finanziert wird.
Die Maßnahmen zur Eindämmung des Klimawandels sieht Peterson als einen Angriff auf die Autokultur. Ein höherer CO2-Anteil in der Atmosphäre sei vorteilhaft und die Eindämmung von Schadstoffen des Kraftfahrtverkehrs getrieben vom neidhaft-narzisstischen Drang, Chaos zu verursachen.
2023 gründete Peterson die ARC (Alliance of Responsible Citizenship), die sich u. a. gegen klimapolitische Maßnahmen richtet. Finanziert wird sie von der in den Vereinigten Arabischen Emiraten ansässigen Investment-Firma Legatum Group und dem britischen Hedge-Fonds-Millionär Paul Marshall, beide Besitzer des rechten TV-Senders GB News. Marshall ist auch Investor in fossile Energieträger. Bei einer weiteren Konferenz Anfang 2025 nahmen gemäß geleakter Teilnehmerliste unter anderem Manager fossiler Energiekonzerne, Mitglieder der Regierung Trump, Verbündete von Klimawandelleugnerorganisationen, politische Führungspersönlichkeiten aus Europa und rechte Tech-Milliardäre teil. Während bei der ersten Konferenz gemäß Canada's National Observer noch vorsichtig über den Klimawandel gesprochen wurde, scheine bei der zweiten Konferenz „diese scheinbar vorsichtige Herangehensweise einer vollständigen Klimaleugnung zu weichen“. Unter anderem ging es offensiv um Bekämpfung von Klimaschutz und Verbreitung von gegen erneuerbare Energien gerichteten Narrativen. Peterson erklärte bei einem Panel mit Nigel Farage, die übergeordneten Ziele des ARC in Bezug auf den Klimawandel seien die Entlarvung des „Klimaschwindels der Umweltschützer“ und die Beendigung der „entsetzlichen Politik“ von Netto-Null-Emissionen.

## Rezeption

### Popularität und Zuhörer
Peterson wurde ab 2016 durch seine Kritik an moderner Genderpolitik und Political Correctness und seine erfolgreiche Nutzung von Onlinediensten wie YouTube international bekannt. Petersons Fans, darunter viele junge weiße Männer, idolisieren ihn. Zu seinem Publikum gehören konservative Christen, libertäre Atheisten oder „Zentristen“ aber auch Anhänger der sogenannten Alt-Right. Wissenschaftliche Veröffentlichungen betonen auch die Bedeutung Petersons für die sogenannte Manosphere.
Sein erstes Buch Maps of Meaning: The Architecture of Belief aus dem Jahr 1999 fand nach Veröffentlichung noch kaum 500 Käufer – erst infolge des plötzlichen Erfolgs von Peterson wurde es ins Deutsche übersetzt. Sein zweites Buch 12 Rules for Life wurde millionenfach verkauft und ist zur Übersetzung in mindestens 50 Sprachen vorgesehen.
Matt McManus sieht das Phänomen Peterson als symptomatisch für die Finanzkrise ab 2008 und die kapitalistische Realität. Petersons Popularität sei Ausdruck dafür, dass die politisch Linken versagt hätten, die ökonomische Krise zu adressieren und Alternativen zum Kapitalismus aufzuzeigen, und sich stattdessen darauf beschränkt hätten, sich über Petersons Fangemeinde lustig zu machen und diese als rückständig, sexistisch oder rassistisch zu bezeichnen. Mathias Nilges betont die zahlreichen strukturellen Probleme, wie etwa die hohen Studienkredite in den USA, mit denen die jungen Menschen konfrontiert sind, die Peterson folgen. Peterson verspreche insbesondere jungen Männern, ihre Probleme durch eine Rückkehr zu einer „geordneten“ Welt mit klassischen Geschlechtervorstellungen zu lösen, was eine typische Strategie von Teilen der zeitgenössischen Rechten sei. Die „verwirrten und entfremdeten“ jungen Männer, die Peterson folgen, werden laut Michael Brooks durch „spirituelle und existentielle Sorgen“ in die Arme Petersons getrieben. Dem müsse mit einer materialistischen Analyse begegnet werden, anstatt jungen Männern zu erzählen, „ihre Privilegien zu hinterfragen“ und alles zu moralisieren.

### Kritik
Der amerikanische Ökonom Tyler Cowen nannte Peterson im Januar 2018 in einem Blogbeitrag als einen der derzeit einflussreichsten öffentlichen Intellektuellen der westlichen Welt, er betont aber, dass er auf seiner Liste Personen nach Einfluss und nicht bloß aufgrund persönlicher Zustimmung gewichtet habe. Der konservative Journalist David Brooks teilte diese Einschätzung in einem Kommentar der New York Times.
Der Autor Pankaj Mishra bezichtigte Peterson in der New York Review of Books des faschistischen Mystizismus. Die Journalistin Susanne Kaiser hält Peterson für „das wohl bekannteste Gesicht der männlichen Suprematisten“, der sich regelmäßig „als selbst erklärter Universalgelehrter mit pseudowissenschaftlichen Diskussionsbeiträgen und Schriften“ zu Wort gemeldet habe. Diesbezüglich würden ihm u. a. die selektive Beispielauswahl, fachliche Ungenauigkeiten, biologistische Deutungsmuster und Widersprüche innerhalb seiner Thesen vorgeworfen. Simon Strick bezeichnet Peterson als „Wissens- und Diskursspekulant, der mit anschlussfähiger Provokation und massentauglichem ,wissenschaftlichen‘ Zorn am Meinungs- und Affektmarkt teilnimmt“. Der Politikwissenschaftler Ben Whitham bezeichnet Peterson als „Poster-Boy für die aufsteigende transnationale extreme Rechte“. Peterson vermische misogynen Antifeminismus mit Gemeinplätzen des islamophoben Rassismus.
Die Autorin Judith Sevinç Basad hält in der NZZ Zuschreibungen wie „Rassist“, „Frauenhasser“ oder „zur extremen Rechten neigend“ für unbegründete Ressentiments. Äußerungen in diese Richtung kämen „in keiner Zeile seiner Schriften“ vor. Seine Kritiker würden ihn ohne Kenntnis seiner Bücher und Interviews „reflexartig“ vorverurteilen. Petersons Ansichten könne man stattdessen als eine Ablehnung der Identitätspolitik deuten, wie beispielsweise bei seinem Widerstand gegen Bill C-16. Diese Ablehnung sei hier nicht wie von den Kritikern unterstellt gegen die LGBTQ-Bewegung gerichtet, sondern gegen ein „Gruppendenken“, das Menschen bloß über ihre „sexuelle oder ethnische Zugehörigkeit definiert“ und nicht mehr als „eigenständige Persönlichkeiten“ wahrnehme. Sie bedauert, dass Peterson in Feuilletons „für gewöhnlich schlecht“ wegkomme.
Ben Burgis und Matt McManus kritisieren Peterson in Myth and Mayhem von einer linken Perspektive. Sie werfen Peterson vor, den „freien Markt des neoliberalen Kapitalismus“ zu verehren und bestehende Hierarchien mit pauschalen Argumenten zu rechtfertigen; Argumente, die man auch hätte nutzen können, um z. B. Sklaverei zu rechtfertigen. Auch vernachlässige er, dass viele persönliche Probleme strukturelle und politische Dimensionen hätten. So sei es ein „zentraler Widerspruch“, dass Peterson nicht erkenne, wie die von ihm beklagte soziale Vereinzelung mit dem neoliberalen Kapitalismus und ökonomischem Druck zusammenhänge.
Hella Dietz sieht in der ZEIT Petersons Aussagen als häufig so vage an, dass – wie bei einem Rorschachtest – sowohl seine medialen Kritiker als auch seine Befürworter jeweils in seine Aussagen hinein interpretieren könnten, was ihrem Weltbild entspreche. Peterson werde nach Ansicht von Dietz von manchen Kritikern ohne argumentative Auseinandersetzung verurteilt. Sie führt dafür als Beispiel ein über 32 Millionen Mal abgerufenes Interview an, das Cathy Newman für den britischen Channel 4 mit Peterson führte. Sie habe polemische Kritik an Peterson geübt, indem sie seine Aussagen als extremer habe dastehen lassen, als aus Petersons Bemerkungen hervorgegangen sei. Diese Art von Kritik, die „es nicht für nötig hält, Argumente für ihre Verurteilung anzuführen“, führt nach Meinung von Dietz dazu, dass Petersons „Inszenierung als Tabubrecher an Glaubwürdigkeit“ gewinne.
Bernard Schiff, ehemaliger Kollege von Peterson in Toronto, bezeichnet Peterson als „einen der agilsten und kreativsten Geister“, die er je gekannt habe. Bereits vor vielen Jahren sei Peterson jedoch auch exzentrisch, eher ein Prediger als ein Lehrer gewesen. Schiff brach mit Peterson, als dieser im Zusammenhang mit der Bill C-16-Kontroverse seine Position als Professor missbraucht habe: Peterson habe die „Gender Science“ falsch dargestellt, indem er die Belege dafür abgewiesen habe, dass das Verhältnis zwischen „Gender und Biologie“ nicht absolut sei. Schiff entwickelt im Folgenden Hinweise darauf, dass Peterson sich auf Themen konzentriere und so kommuniziere, wie es das „Handbuch für autoritäre Demagogen“ vorsehe – ein Handbuch, das Peterson selbst in seiner wissenschaftlichen Arbeit beschrieben habe. Schiff, der den Marxismus als „respektable politische und philosophische Tradition“ bezeichnet, kritisiert, dass Peterson Identitätspolitik und Political Correctness für linke Verschwörungen hält, die in einer „ ‚mörderischen‘ Ideologie – dem Marxismus“ wurzelten. Peterson wolle linke Professoren zum Schweigen bringen und Universitäten Mittel streichen, die ihrerseits die Redefreiheit nicht schützten. Schiff hält Peterson heute für „gefährlich“.
Der britische Economist betont, dass die Einschätzung von Peterson vom Blickwinkel des Betrachters abhänge: entweder monströs oder großartig, entweder bestärkend, inspirierend und männlich oder jemand, der das Patriarchat mit küchenbiologischen Halbwahrheiten über Hummer zu stützen versuche. Es herrsche jedoch Einigkeit: Peterson sei ein „Phänomen“. Sein Buch 12 Rules for Life sei eine faszinierende Lektüre: Es habe den Effekt, als sei der Heilige Augustinus als Lebensberater wiedergeboren worden inklusive „Ratschlägen deiner Mutter“.

### Künstlerische Rezeption
- Ein im Jahr 2021 erschienener Captain-America-Comic von Ta-Nehisi Coates nahm an mehreren Stellen Bezug auf Petersons Botschaften und porträtierte Peterson als den Bösewicht Red Skull.[103]
- Im Jahr 2022 stellte Olivia Wilde den Spielfilm Don’t Worry Darling fertig. Der im Thriller von Chris Pine dargestellte Bösewicht soll Peterson nachempfunden sein. Wilde bezeichnete Peterson in einem Interview mit der Schauspielerin und Filmemacherin Maggie Gyllenhaal als wahnsinnigen, „pseudo-intellektuellen Helden der Incel-Community“.[104]

## Bibliografie

### Bücher
- Maps of Meaning: The Architecture of Belief. Routledge, New York 1999, ISBN 0-415-92221-6.
  - Deutsche Ausgabe: Warum wir denken, was wir denken. Wie unsere Überzeugungen und Mythen entstehen. mvg Verlag, München 2018, ISBN 978-3-86882-947-1.
- 12 Rules for Life: An Antidote to Chaos. Penguin Random House, Toronto 2018, ISBN 0-345-81602-1.
  - Deutsche Ausgabe: 12 Rules for Life. Ordnung und Struktur in einer chaotischen Welt. Goldmann, München 2018, ISBN 978-3-442-31514-7.
- Beyond order: 12 more rules for life [New York, New York]: Penguin; Portfolio, [2021], ISBN 978-0-593-08464-9.
  - Deutsche Ausgabe: Beyond Order – Jenseits der Ordnung. FinanzBuch Verlag, München 2021, ISBN 978-3-95972-428-9.
- A Conservative Manifesto. Onlineveröffentlichung auf jordanbpeterson.com, 2022[105]
  - Deutsche Ausgabe: Konservatives Manifest. Fontis Verlag, Basel 2023, ISBN 978-3-03848-242-0.
- Die Essenz des Seins. Über das Zusammenspiel von Identität und Verantwortung. Fontis Verlag, Basel 2024, ISBN 978-3-03848-287-1.[106]
- Gott. Das Ringen mit einem, der über allem steht. Fontis Verlag, Basel 2024, ISBN 978-3-03848-294-9.

### Artikel in wissenschaftlichen Journalen
Die 15 meistzitierten wissenschaftlichen Arbeiten nach Google Scholar und Researchgate:
- Peterson J. B., Rothfleisch J., Zalazo P., Pihl R. O.: Acute alcohol intoxication and cognitive functioning. In: Journal of Studies on Alcohol. Band 51, Nr. 2, 1990, S. 114–122, doi:10.15288/jsa.1990.51.114 (researchgate.net).
- J. B. Peterson, Peacemaking among higher-order primates. https://www.researchgate.net/publication/235336060_Peacemaking_among_higher-order_primates
- Pihl R. O., Peterson J. B., Finn P. R.: Inherited Predisposition to Alcoholism: Characteristics of Sons of Male Alcoholics. In: Journal of Abnormal Psychology. Band 99, Nr. 3, 1990, S. 291–301, doi:10.1037/0021-843X.99.3.291 (researchgate.net).
- Pihl R. O., Peterson J. B., Lau M. A.: A biosocial model of the alcohol-aggression relationship. In: Journal of Studies on Alcohol, Supplement. Band 11, Nr. 11, 1993, S. 128–139, doi:10.15288/jsas.1993.s11.128 (researchgate.net).
- Stewart S. H., Peterson J. B., Pihl R. O.: Anxiety sensitivity and self-reported alcohol consumption rates in university women. In: Journal of Anxiety Disorders. Band 9, Nr. 4, 1995, S. 283–292, doi:10.1016/0887-6185(95)00009-D (academia.edu).
- Peterson J. B., Smith K. W., Carson S.: Openness and extraversion are associated with reduced latent inhibition: replication and commentary. In: Personality and Individual Differences. Band 33, Nr. 7, 2002, S. 1137–1147, doi:10.1016/S0191-8869(02)00004-1 (academia.edu).
- Colin G. DeYoung, Peterson J. B., Higgins D. M.: Higher-order factors of the Big Five predict conformity: Are there neuroses of health? In: Personality and Individual Differences. Band 33, Nr. 4, 2002, S. 533–552, doi:10.1016/S0191-8869(01)00171-4 (academia.edu).
- Carson S. H., Quilty L. C., Peterson J. B.: Decreased Latent Inhibition Is Associated With Increased Creative Achievement in High-Functioning Individuals. In: Journal of Personality and Social Psychology. Band 85, Nr. 3, 2003, S. 499–506, doi:10.1037/0022-3514.85.3.499 (researchgate.net).
- DeYoung C. G., Peterson J. B., Higgins D. M.: Sources of openness/intellect: cognitive and neuropsychological correlates of the fifth factor of personality. In: Journal of Personality. Band 73, Nr. 5, 2005, S. 825–858, doi:10.1111/j.1467-6494.2005.00330.x (academia.edu).
- Carson S. H., Quilty L. C., Peterson J. B.: Reliability, Validity, and Factor Structure of the Creative Achievement Questionnaire. In: Creativity Research Journal. Band 17, Nr. 1, 2005, S. 37–50, doi:10.1207/s15326934crj1701_4 (researchgate.net).
- Mar R. A., Oatley K., Keith Oatley, Hirsh J. B., az J. D., Peterson J. B.: Bookworms versus nerds: Exposure to fiction versus non-fiction, divergent associations with social ability, and the simulation of fictional social worlds. In: Journal of Research in Personality. Band 40, Nr. 5, 2006, S. 694–712, doi:10.1016/j.jrp.2005.08.002 (academia.edu).
- DeYoung C. G., Quilty L. C., =Peterson J. B.: Between Facets and Domains: 10 Aspects of the Big Five. In: Journal of Personality and Social Psychology. Band 93, Nr. 5, 2007, S. 880–896, doi:10.1037/0022-3514.93.5.880 (researchgate.net).
- Mar R. A., Oatley K., Peterson J. B.: Exploring the link between reading fiction and empathy: Ruling out individual differences and examining outcomes. In: The European Journal of Communication Research. Band 34, Nr. 4, 2009, S. 407–429, doi:10.1515/COMM.2009.025 (academia.edu).
- Hirsh J. B., DeYoung C. G., Xu X., Peterson J. B.: Compassionate Liberals and Polite Conservatives: Associations of Agreeableness With Political Ideology and Moral Values. In: Personality and Social Psychology Bulletin. Band 95, Nr. 2, 2010, S. 655–664, doi:10.1177/0146167210366854 (sagepub.com).
- Morisano D., Hirsh J. B., Peterson J. B., Pihl R. O., Shore B. M.: Setting, elaborating, and reflecting on personal goals improves academic performance. In: Journal of Applied Psychology. Band 36, Nr. 5, 2010, S. 255–264, doi:10.1037/a0018478 (academia.edu).
- Hirsh J. B., Mar R. A., Peterson J. B.,: Psychological Entropy: A Framework for Understanding Uncertainty-Related Anxiety. In: Psychological Review. Band 119, Nr. 2, 2012, S. 304–320, doi:10.1037/a0026767 (researchgate.net).